# Burgundowie
Burgundowie (łac. Burgundiōnes, Burgundī) – lud wschodniogermański, pochodzący prawdopodobnie z wyspy Bornholm, która zawdzięcza im swą nazwę (pierwotnie Burgundarholm) lub z zachodniej Wielkopolski. W okresie wpływów rzymskich najprawdopodobniej zamieszkiwali terytorium dzisiejszej zachodniej Polski (okolice Zielonej Góry), a odzwierciedleniem ich osadnictwa jest archeologiczna kultura luboszycka w międzyrzeczu Nysy Łużyckiej i Bobru, w rejonie Gubina.

## Poza granicami Rzymu

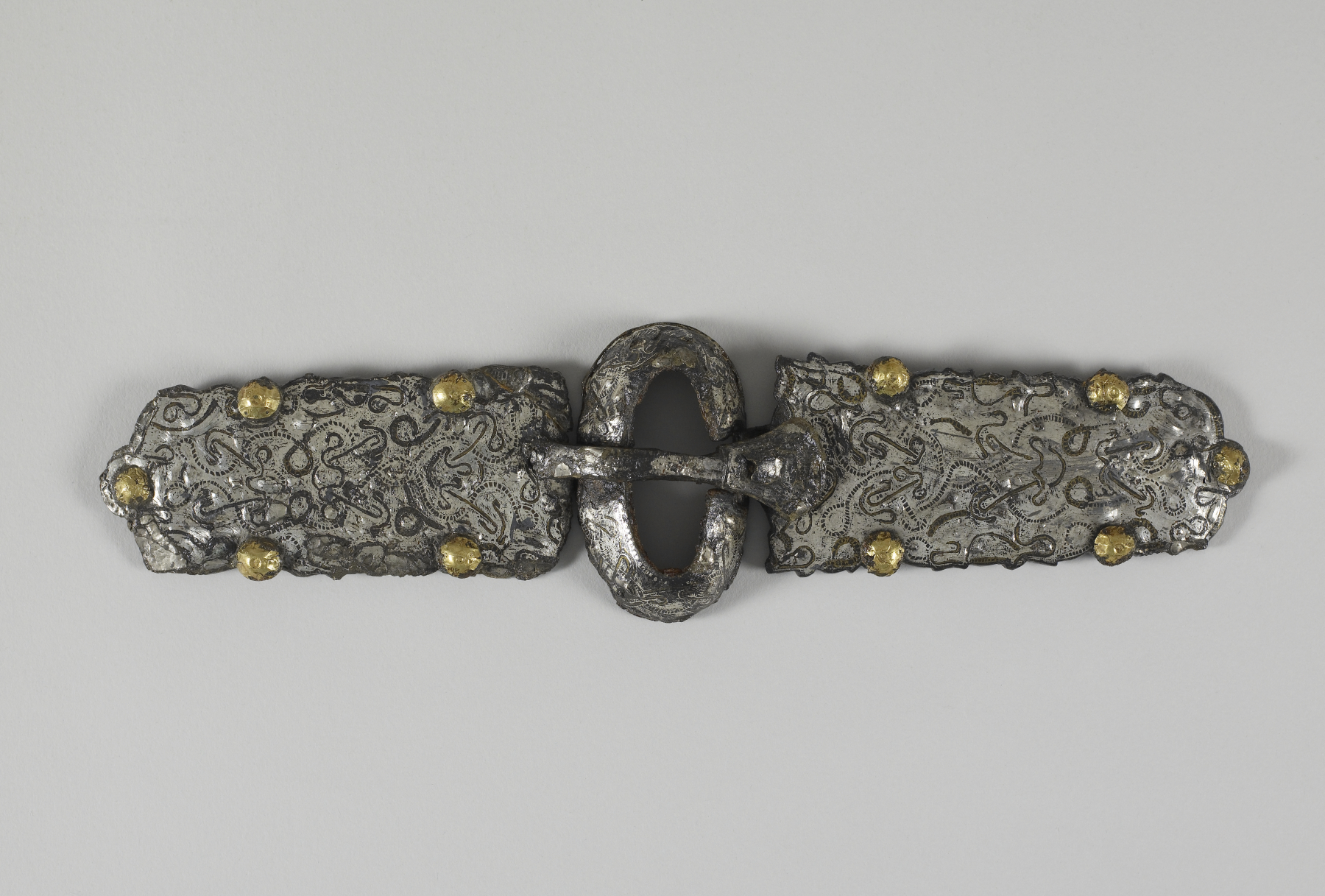
Burgundzka sprzączka do pasa

Siedziby Burgundów w I w. n.e.

Burgundowie pochodzili z wyspy Bornholm. Pliniusz Starszy lokalizuje ich w dorzeczu Odry w pierwszym wieku naszej ery, w okolicach ujścia Nysy Łużyckiej. W drugim wieku, Klaudiusz Ptolemeusz – między Odrą a Wisłą – gdzie mieszkali jeszcze w połowie trzeciego wieku według Jordanesa, ale pokonani przez Gepidów przemieścili się w dorzecze Łaby. Pod koniec wieku przesunęli się dalej na zachód, w dolinę Menu, gdzie weszli w kontakt z Alamanami. Zosimos podaje, że cesarz Probus pobił Burgundów i Wandalów w 279 na terenie Galii. Retor i orator Klaudiusz Mamertynus z Trewiru w panegiryku z 292 roku na cześć cesarza Maksymiana wspomina o obecności Burgundów w tych okolicach. Ammianus Marcellinus podaje informacje o wyprawie za Ren Juliana Apostaty przeciwko Alamanom w 359 roku, który po spustoszeniu ich siedzib dotarł do terytorium Burgundów w krainie nazywanej Kapellati lub Palas utożsamianej z okolicami dzisiejszego Öhringen. Następnie ten sam autor relacjonuje wydarzenia, gdy cesarz Walentynian I w walce z Alamanami zwrócił się o pomoc do Burgundów, którzy wysłali 80 000 wojowników na czele elity na spotkanie z Rzymianami nad Renem, ale ci nie pojawili się. Oburzeni i wściekli Burgundowie wrócili na swoje ziemie.

## Osiedlenie się w cesarstwie
W 406 roku zapewne należeli do grupy ludów germańskich, która w noc sylwestrową po zamarzniętym Renie w rejonie Mogontiacum (Moguncji) wkroczyła do rzymskiej Galii. Tam pozostawali jako foederati w służbie Konstantyna III. Sojusznicy albo przeciwnicy Rzymu, Burgundowie, uczestniczyli w inwazji plemion barbarzyńskich na Cesarstwo Zachodnie na początku V wieku, a Konstancjusz III potwierdził ich nową sytuację: część Galii w dorzeczu Renu (Burgondiones partem Gallia Rheno conjuctam tenere) według Kasjodora i Prospera Tiro z Akwitanii. To jest pierwsza oficjalna wzmianka o ich królestwie ze stolicą w Wormacji. W latach 411–413 popierali uzurpatora Jowina.
Jako lud sfederowany mieli rolę obrońców granicy cesarstwa na Renie, ale ich bracia pozostali po drugiej stronie byli bardziej wyeksponowani na nacisk Hunów. W latach 428/429 król obu brzegów, Gundahar, pokonał Oktara, wuja Attyli według Sokratesa Scholastyka i w 435 roku postanowił zaatakować Belgię (Belgica Prima), ale opór Rzymian i ich huńskich sojuszników spowodował klęskę Burgundów, wskutek której o mało nie doszło do unicestwienia najeźdźców w 436/437 roku. To by była zemsta Hunów po ich porażce 10 lat wcześniej. Przegrana i śmierć Gundahara stanowią kres pierwszego królestwa burgundzkiego, a Rzymianie znów zapanowali nad tymi terenami.
W pierwszych latach pobytu na ziemiach Cesarstwa Burgundowie przyjęli chrześcijaństwo, według Sokratesa Scholastyka w formie arianizmu, natomiast Paweł Orozjusz pisze o formie nicejskiej przejścia na religię Cesarstwa. Dopiero w królestwie rodańskim nastąpiło przyjęcie herezji ariańskiej, która przetrwała aż do panowania Zygmunta I Burgundzkiego.
To Burgundowie (zwłaszcza ich walki z Hunami) są bohaterami Pieśni o Nibelungach z XIII wieku.

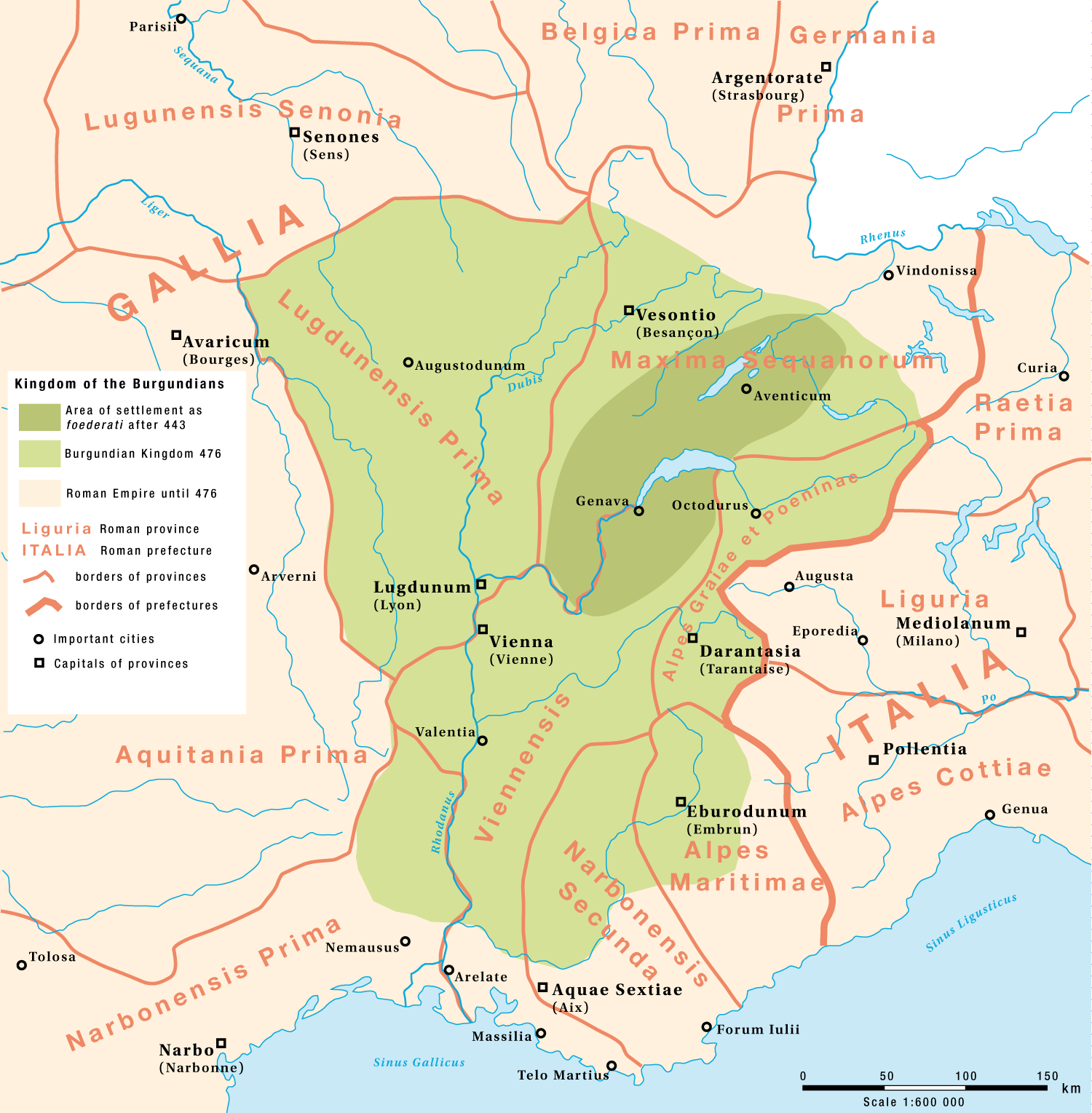
Drugie królestwo Burgundów w między rokiem 443 a 476

Resztki ludu po klęsce w walce z Hunami znalazły nowe ziemie na południu Galii: według anonimowego autora Chronica Gallica z 452 roku „Sapaudia jest podarowana tym Burgundom co pozostali (od 25 000 do 50 000 według specjalistów tematu), do podziału z miejscowymi” w 443 roku przez wodza Aecjusza Flawiusza, w roli obrońców przed Alamanami i Wizygotami. Chodzi o tereny dzisiejszej zachodniej części Szwajcarii, Sabaudii i Jury, czyli dorzecze Rodanu, ze stolicą w Genewie. Ziemie te nazwano później Burgundią. Dzięki inteligentnej polityce kompromisu i tolerancji królowie burgundzcy poszerzyli ich terytorium (do Avignonu na południe, Nevers na zachodzie i jeziora Bodeńskiego na wschodzie) i doprowadzili do symbiozy i połączenia elementów tubylczych z przybyszami, stwarzając nowe społeczeństwo o specyficznej tożsamości.
Burgundowie wzięli udział w bitwie na Polach Katalaunijskich w 451 roku po stronie Rzymian (choć niektóre grupy Burgundów prawdopodobnie walczyły po stronie Hunów).
Rozpad Cesarstwa Zachodniorzymskiego przyśpieszyło zabójstwo Walentyniana III i walka o tron i tak już osłabiony. Królowie burgundzcy potrafili to wykorzystać sprzymierzając się z Wizygotami. W 472 roku część z Burgundów wraz z nimi za przyzwoleniem Rycymera złupiła Rzym.

## Po upadku cesarstwa na zachodzie

Królestwo Burgundów około 500 roku

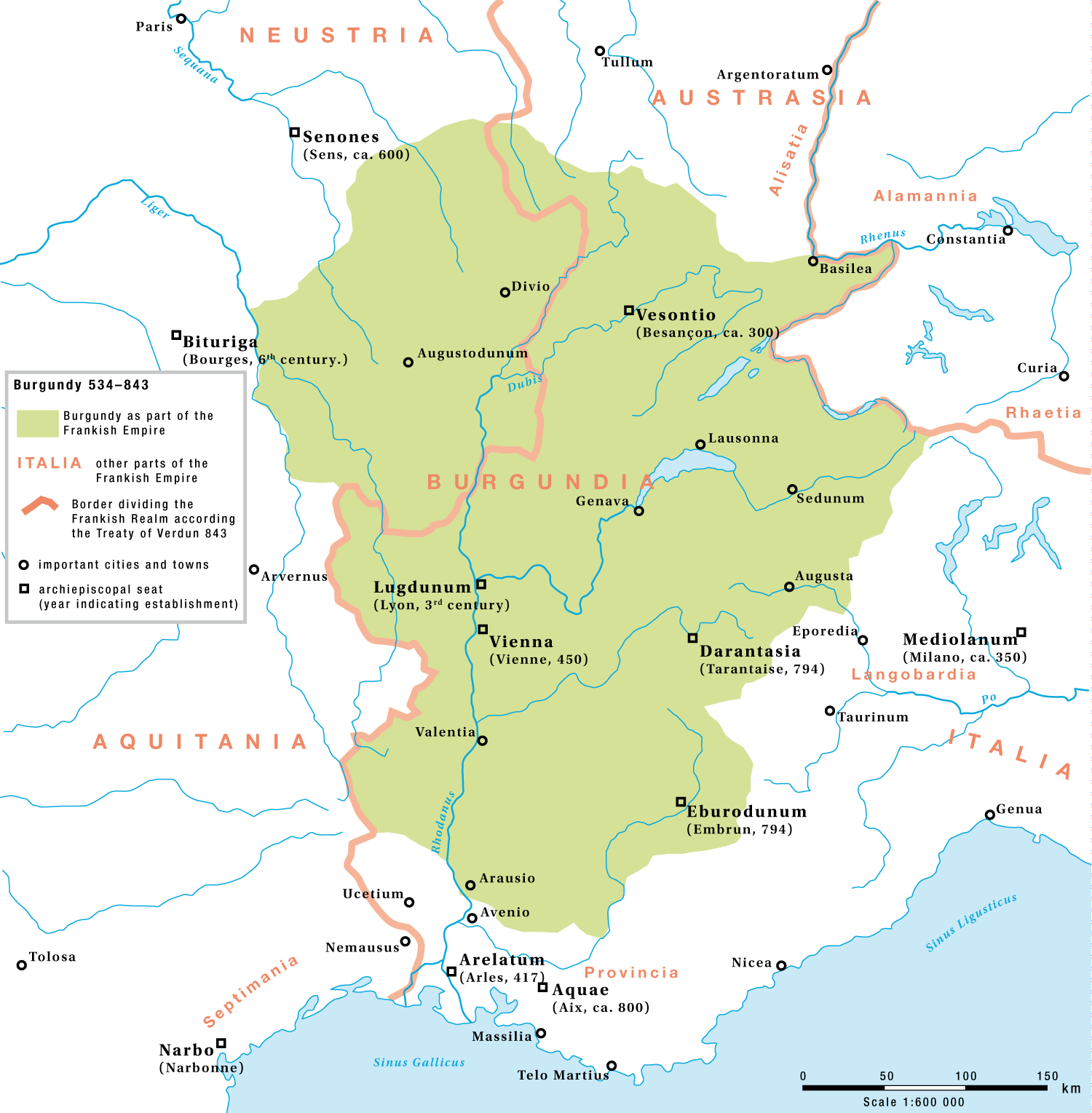
Burgundia, jako część państwa Franków w między rokiem 534 a 843

Upadek Cesarstwa Zachodniorzymskiego w 476 roku pozostawił wolną rękę ludom sfederowanym. Burgundowie mieli za sąsiadów, oprócz Alamanów, ambitnych władców jak Odoakra, a po 490 roku Ostrogota Teodoryka Wielkiego w Italii, Wizygota Euryka w Akwitanii czy Syagriusza na północnym zachodzie i w końcu Franków na północy, którzy okażą się najgroźniejsi dla egzystencji niezależnego ich królestwa. Chlodwig I pokonując Syagriusza i jednocząc plemiona frankijskie stał się bezpośrednim sąsiadem królów burgundzkich, którzy zdecydowali się na przymierze z nim przeciwko Alamanom, a później przeciwko Wizygotom. Zygmunt I Burgundzki, syn Gundobada poślubiając córkę Teodoryka Wielkiego przyczynił się do nowego przymierza z Ostrogotami wyznającymi również herezję ariańską. Zabójstwo swojego brata Godomara, oszkalowanego przez drugą żonę króla, spowodowało oburzenie poddanych i Teodoryka i w końcu interwencję frankijską Chlodomera, który został zabity w czasie bitwy pod Vézeronce w 524 roku, i tak przegranej przez Burgundów według Grzegorza z Tours. Teodoryk Wielki zajmując tereny na południe od Izery przyczynił się do osłabienia Gundobada, który został ofiarą ofensyw Franków w latach 532–534 i które doprowadziły do rozpadu królestwa rodańskiego.
Zostali podbici przez Franków w 534 roku i ulegli romanizacji.

## Państwa Burgundów
W historii Burgundów wyróżnia się dwa państwa:
I (lata 413–436) – w Wormacji i Moguncji
II (lata 443–534) – w Sabaudii (do 475 roku poszerzone o Delfinat, Romandię, Lyonnais i skrawek Szampanii)

## Królowie Burgundów
- ? – 407 – Gebicca
- 407 – 411 – Gundomar I
- 407 – 411 – Giselher
- 407 – 436 – Gunther
- 436 – 473 – Gunderyk
- 473 – 480 – Chilperyk I
- 473 – 516 – Gundobad (w Lyonie)
- 473 – 493 – Chilperyk II (w Valence)
- 473 – 486 – Gundomar (w Vienne)
- 473 – 500 – Godigisel (w Genewie)
- 516 – 523 – Święty Zygmunt
- 523 – 534 – Godomar